# Philippe de Belgique (1837-1905)
Vous lisez un « article de qualité » labellisé en 2020.
Pour les articles homonymes, voir Philippe de Belgique.
Titre
Héritier présomptif de Belgique
22 janvier 1869 – 17 novembre 1905
(36 ans, 9 mois et 26 jours)
Philippe de Belgique, comte de Flandre, né au château de Laeken (en Belgique) le 24 mars 1837 et mort le 17 novembre 1905 au palais du comte de Flandre à Bruxelles, est un prince de Belgique, duc en Saxe, prince de Saxe-Cobourg et Gotha. 
Troisième fils du roi Léopold Ier et de la reine Louise, née princesse d'Orléans, il est le frère cadet du roi Léopold II, dont il devient l'héritier présomptif le 22 janvier 1869, à la suite de la mort de son neveu le prince Léopold (fils du roi Léopold II). Le comte de Flandre est également le frère de Charlotte, impératrice consort du Mexique.
Le prince Philippe de Belgique est le père du roi Albert Ier et, conséquemment, l'ancêtre de tous les membres actuels de la dynastie régnant sur la Belgique. Il est également l'ascendant du grand-duc Henri de Luxembourg, et du prétendant au trône d'Italie. 
Sénateur de droit en 1855, il ne siège toutefois jamais à la chambre haute. Atteint d'une surdité précoce, il refuse le trône de Grèce en 1863, de même qu'il avait décliné l'offre de s'établir au Brésil en épousant Isabelle de Bragance, fille et héritière de l'empereur Pierre II. En 1866, il est élu prince régnant des principautés roumaines, mais ne donne pas suite à cette nomination qu'il n'avait pas sollicitée.
Son mariage en 1867 avec Marie de Hohenzollern-Sigmaringen, une cousine du futur empereur allemand Guillaume Ier, assure à la Belgique une alliée majeure dans le contexte politique délicat pour le pays entouré de puissantes voisines : la France et l'Allemagne. En 1869, il devient commandant supérieur de la cavalerie, fonction qu'il exerce jusqu'en 1902. Au cours de la guerre franco-prussienne de 1870, à laquelle Philippe participe, la neutralité et l'intégrité du territoire belge sont préservées.  
Sa richesse et son train de vie somptueux le désignent comme un symbole du capitalisme et lui valent les critiques publiques de la mouvance socialiste qui s'organise dans le royaume à partir de 1885 et dont les premiers élus siègent à la Chambre des représentants en 1894. Cependant, sa fortune lui permet de mener une véritable action culturelle s'exprimant par son mécénat envers des artistes plutôt adeptes du genre conventionnel. Opposé à la politique coloniale de son frère, mais partageant le même souci de développer l'armée belge, ses relations avec Léopold II deviennent délétères au fil du temps. À sa mort en 1905, cette figure familière aux Bruxellois laisse le souvenir d'un prince bibliophile et esthète.

## Biographie

### Enfance et contexte familial

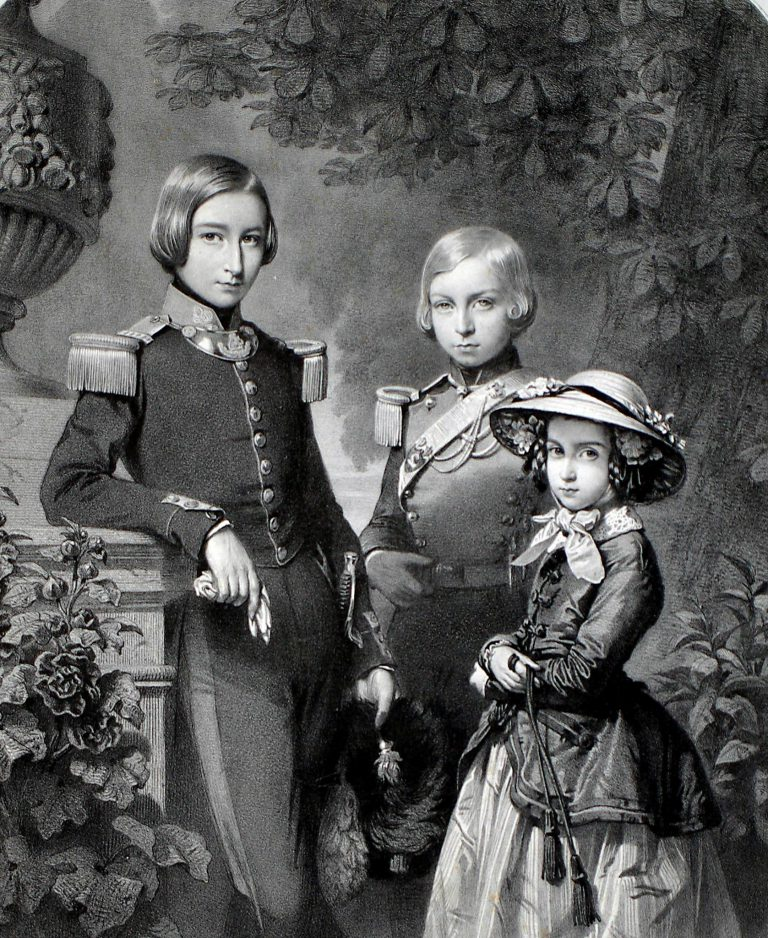
Le prince Léopold, le prince Philippe et la princesse Charlotte. Gravure de Charles Baugniet (1850).

Philippe est le troisième fils du roi des Belges Léopold Ier et de la reine Louise d'Orléans. Il est le petit-fils du roi des Français Louis-Philippe Ier et le cousin de la reine Victoria. Philippe a deux frères aînés : Louis-Philippe (mort au berceau en 1834) et Léopold, né en 1835, ainsi qu'une sœur cadette, Charlotte, née en 1840. 
La troisième grossesse de la reine est délicate, au point que l'on craint une fausse couche en octobre 1836, mais c'est un fils en bonne santé qui naît au château de Laeken le 24 mars 1837. Il est prénommé « Philippe Eugène Ferdinand Marie Clément Baudouin Léopold Georges ». Aux côtés des prénoms se référant aux membres de sa famille, le roi Léopold a adjoint deux prénoms historiquement symboliques : Philippe qui rend hommage à son grand-père maternel et rappelle également le souvenir du duc de Bourgogne Philippe le Bon, et Baudouin celui des comtes de Flandre du Moyen Âge. Ces choix s'inscrivent dans une volonté du roi d'ancrer solidement la jeune dynastie belge dans le pays où elle ne règne que depuis moins de six ans. Très tôt, une hiérarchie s'installe entre les deux frères, Léopold, l'aîné et héritier du trône, s'arrogeant invariablement la place prépondérante. Dès l'enfance, Philippe effectue de réguliers séjours à Ostende en été et passe de longues vacances chez ses grands-parents maternels dans les résidences royales françaises.
À la mort de la reine Louise, le 11 octobre 1850, Philippe n'a que treize ans. C'était la reine qui veillait personnellement à l'instruction et à l'éducation des enfants royaux. Fuyant Laeken dès qu'il le peut, le roi Léopold est peu présent auprès des princes, lesquels en pâtissent. La reine Victoria recommande au roi d'être davantage près des siens, mais elle est peu écoutée. Philippe et son frère se retrouvent désormais livrés aux mains d'une succession de gouverneurs, issus du monde militaire, qui tentent, parfois en vain, d'imposer leur autorité sur les deux princes. Très tôt, Philippe est à même de s'exprimer, oralement et par écrit, en français, anglais et allemand. En revanche, si on lui donne l'écrivain Hendrik Conscience comme précepteur, cette nomination demeure honorifique car Philippe n'apprend jamais la langue néerlandaise. Au point de vue moral, le roi Léopold exige que ses enfants effectuent de fréquents examens de conscience.

### Jeunesse

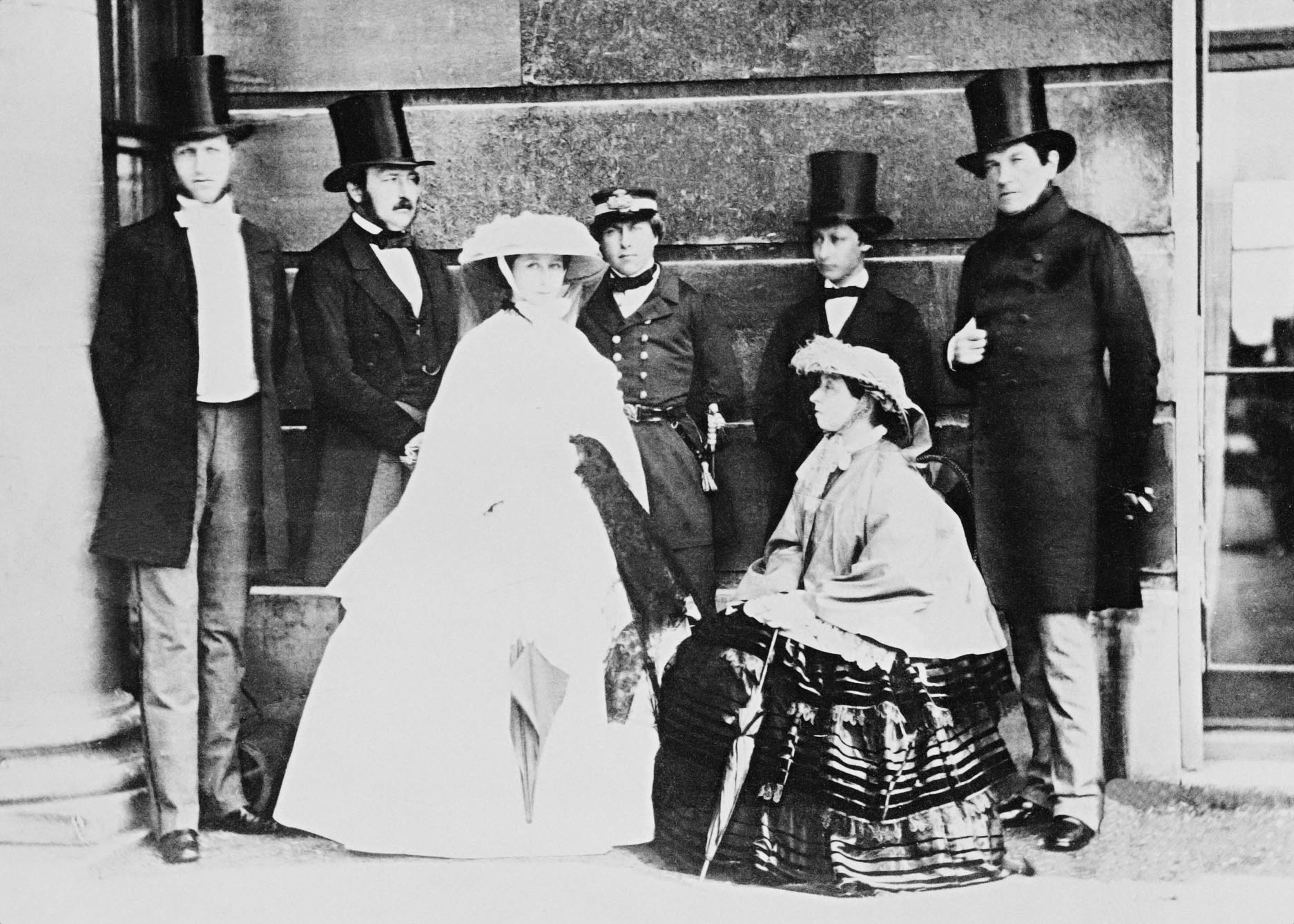
Debout : le prince Philippe, comte de Flandre ; Albert de Saxe-Cobourg-Gotha, prince consort du Royaume-Uni ; la princesse Alice du Royaume-Uni ; le prince Louis, duc de Porto ; le prince Édouard, prince de Galles ;, roi des Belges, et Victoria, reine du Royaume-Uni, assise photographiés à Osborne House (juin 1859).

À dix-huit ans, la vie de Philippe prend une nouvelle direction. La Constitution belge lui permet de devenir sénateur de droit, mais il ne siège jamais à la chambre haute. En cette même année 1855, ses études sont officiellement terminées. Auprès de Philippe, le roi Léopold a adjoint depuis 1853 Théobald Burnell, un capitaine qui le sert comme aide de camp à partir de 1855 et devient au fil du temps son meilleur ami. Depuis 1852, Philippe participe aux manœuvres militaires qui ont ordinairement lieu au camp de Beverloo. Tandis que Léopold, l'héritier de la couronne, commence à élaborer d'ambitieux projets pour la Belgique et voyage à travers le monde, Philippe préfère souvent se consacrer à ses plaisirs, et tout particulièrement à la chasse pour laquelle il nourrit une intense passion. Il est considéré comme un chasseur de petit gibier qui privilégie l'aspect sportif au côté mondain. 
Toutefois, le comte de Flandre s'intéresse également aux mécanismes qui règlent le système politique belge et échange à ce sujet avec son frère. Philippe commence aussi à fréquenter seul les cours européennes : il rend régulièrement visite à sa cousine la reine Victoria et tente de recueillir lors de ces séjours des renseignements utiles aux intérêts belges auprès d'Albert, le prince consort de Grande-Bretagne.
En 1857, la princesse Charlotte quitte la Belgique pour s'installer à Milan où son mari, l'archiduc Maximilien vient d'être nommé vice-roi de Lombardie-Vénétie. Leur séparation constitue une épreuve difficile pour Charlotte et Philippe qui entament dès lors une intense correspondance. Philippe se plaignant régulièrement de son absence d'activité, le roi le nomme, en février 1858, son référendaire en matière militaire et navale. Cette nomination ne suffit cependant pas à occuper suffisamment son existence. Pour y remédier, le prince se promène, collectionne les livres et participe avec plaisir aux divers bals et concerts donnés à Bruxelles ou dans les cours qu'il visite.

### Missions économiques et diplomatiques

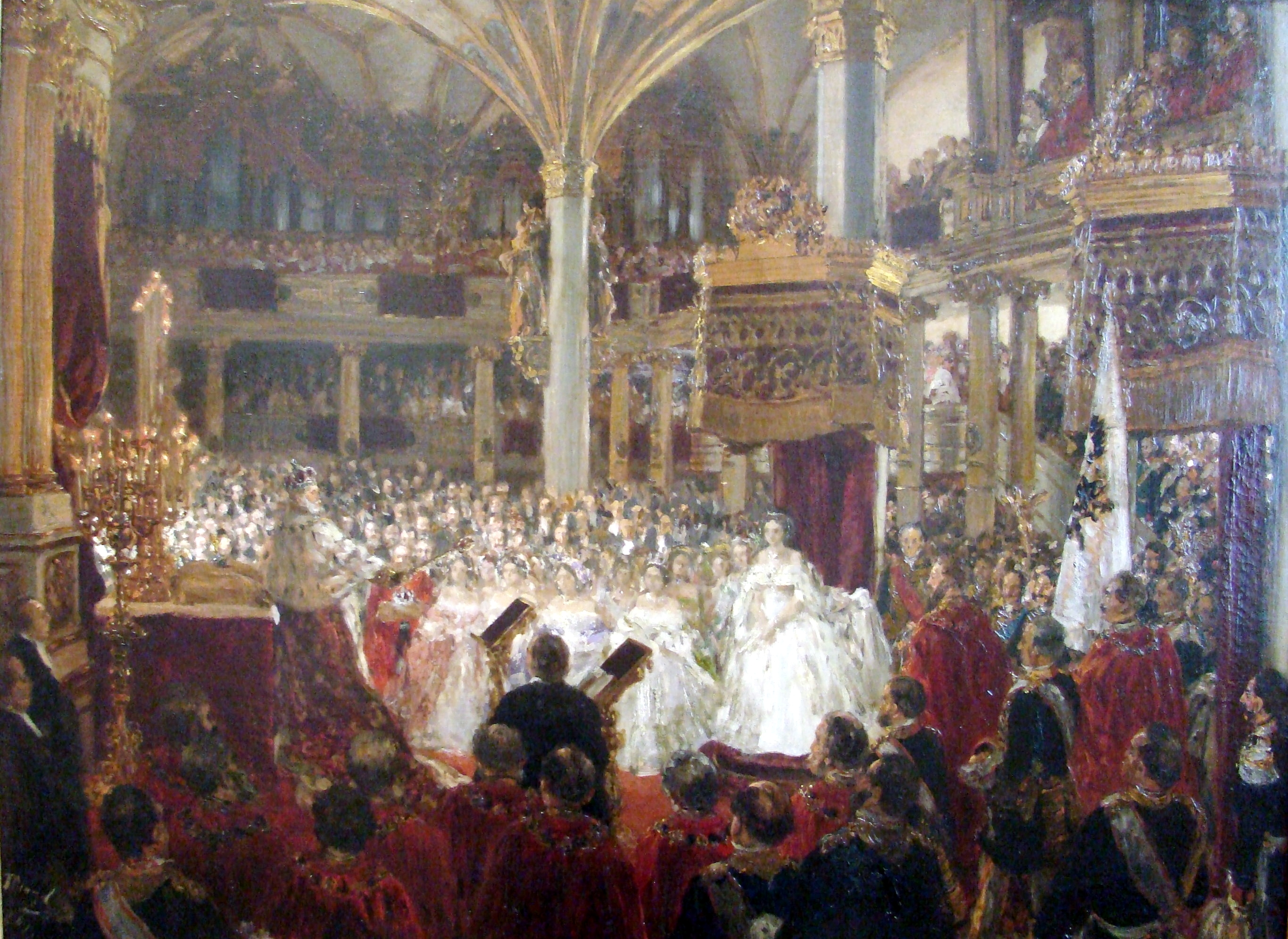
Couronnement de Guillaume roi de Prusse à Königsberg par Adolph von Menzel (1861).

En été 1860, le comte de Flandre effectue un long voyage qui le mène au Danemark, en Suède-Norvège et jusqu'à Saint-Pétersbourg. Ce voyage comprend des aspects diplomatiques et politiques : à Moscou, il rencontre la famille impériale, ainsi que des industriels qui promeuvent l'industrie belge. 
En 1861, Philippe effectue deux visites en Prusse : la première lors des funérailles du roi Frédéric-Guillaume IV ; la seconde pour assister aux fêtes du couronnement de son successeur Guillaume, à Königsberg. Avant chacune de ses visites auprès des cours étrangères, le roi Léopold Ier dispense force conseils à son fils et le mandate afin qu'il s'enquière de l'opinion des princes européens qu'il rencontre. 
En été 1863, pour la première fois depuis la chute de la monarchie de Juillet qui a chassé du trône ses grands-parents Louis-Philippe et Marie-Amélie, Philippe se rend à Paris où l'empereur Napoléon III vient l'accueillir personnellement à sa descente du train. L'amabilité de l'empereur des Français est partiellement dictée par les projets qu'il nourrit au Mexique où l'archiduc Maximilien, le beau-frère du comte de Flandre, est appelé à régner le 10 avril 1864.

### Perspectives monarchiques et matrimoniales

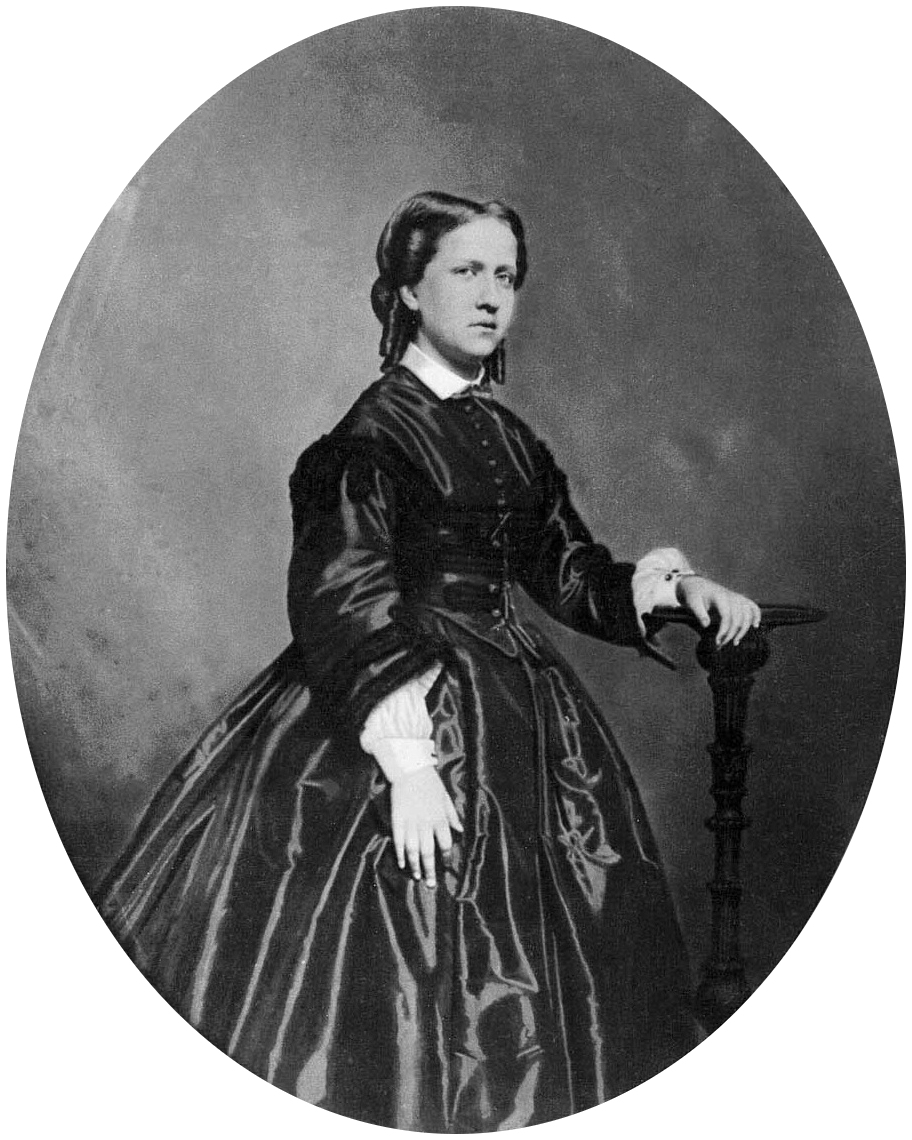
Isabelle du Brésil photographiée par Augusto Stahl (vers 1865).

Depuis la naissance de son neveu Léopold, fils du futur Léopold II, le 12 juin 1859, Philippe est rétrogradé au troisième rang dans l'ordre de succession au trône de Belgique. Cette nouvelle situation ne l'affecte pas outre-mesure car, bien que plusieurs fois sollicité, il n'a jamais exprimé son désir de ceindre quelque couronne que ce soit.
À la fin de l'année 1860, le roi Léopold Ier, considérant les excellentes relations commerciales et diplomatiques avec le Brésil, songe à y envoyer s'établir son fils cadet. Célibataire, Philippe pourrait épouser l'une des deux filles de l'empereur Pierre II. Ce dernier, sans héritier de sexe masculin, souhaite en effet octroyer à ses futurs gendres de vastes territoires sur lesquels s'installeraient des colons européens. Un mariage belgo-brésilien constituerait une belle opportunité d'investissements pour la Belgique et étendrait l'influence des Cobourg outre-Atlantique. Initialement désireux de se rendre au Brésil pour estimer si l'une des princesses lui convient, le comte de Flandre temporise. En octobre 1862, lors d'une visite qu'il rend à sa sœur Charlotte à Miramare, cette dernière tente de le convaincre d'entreprendre le voyage pour rencontrer sa fiancée potentielle, Isabelle, l'aînée des princesses brésiliennes. Cependant, Philippe rejette les conseils de sa sœur avant de renoncer définitivement à tout projet au Brésil en avril 1863.
Toujours outre-Atlantique, dans le cadre du nouvel empire que Napoléon III cherche à créer au Mexique, l'ambassade des États-Unis à Madrid informe son gouvernement en mars 1862 que le comte de Flandre pourrait épouser sa cousine Marie-Isabelle d'Orléans, union qui servirait de prélude à la candidature du prince Philippe comme souverain du Mexique. Cette opportunité n'aurait cependant pas intéressé le comte de Flandre, ni recueilli le soutien britannique car John Russel, secrétaire d'État aux Affaires étrangères à Londres, avait clairement affirmé que la Grande-Bretagne ne soutiendrait la candidature de personne au Mexique.
À l'automne 1862, le roi Léopold Ier — qui avant d'avoir accepté de devenir roi des Belges s'était vu offrir le trône de Grèce — apprend que les chancelleries suggèrent le nom de son fils Philippe pour occuper le trône de Grèce vacant depuis la déposition du roi Othon Ier en octobre 1862. À l'intention de son fils cadet, le roi Léopold rédige un memorandum exposant les avantages et inconvénients de ceindre la couronne hellène. Hormis la douceur du climat, Philippe ne voit aucun motif de se porter candidat pour régner sur un pays dont la situation est instable. Plus tard, il confie lucidement : « Je crois qu'on eût préféré ma candidature à celle d'un prince danois, non pas à cause de ma valeur personnelle, mais à cause de la position du roi et de la Belgique [...] les mauvais côtés de la Grèce étaient des actualités avec lesquelles il fallait vivre. J'ai ajouté qu'il y avait un moyen de faire quelque chose en Grèce, c'était de révolutionner l'Orient, mais cela était l'œuvre d'un aventurier et ne pouvait convenir en aucun cas au fils du roi Léopold Ier ».

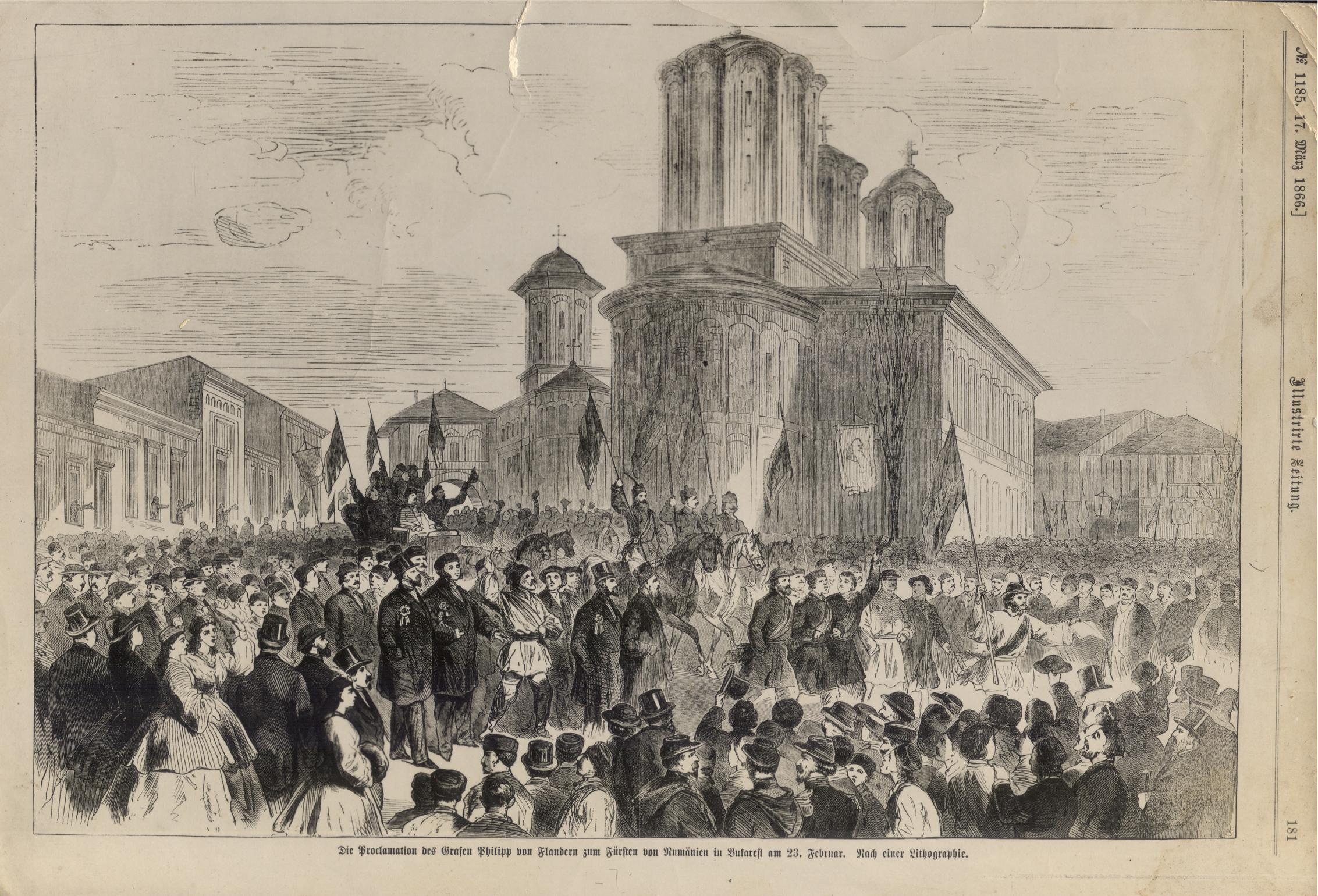
Célébration de l'élection du comte de Flandre au trône de Roumanie à Bucarest le 23 février 1866 (gravure publiée dans lIllustrirte Zeitung, no 1185).

Le 23 février 1866, deux mois après la mort du roi Léopold Ier, le parlement des principautés roumaines unies — qui a chassé la veille son souverain Alexandre Jean Cuza — élit à l'unanimité Philippe comte de Flandre comme leur hospodar, espérant qu'il importerait les institutions de son pays et créerait dans le Bas-Danube une sorte de « Belgique de l'est ». Toutefois, ce dernier qui n'a jamais sollicité une telle fonction refuse catégoriquement d'y donner suite. Cette proposition est la dernière reçue par le comte de Flandre qui préfère demeurer en Belgique, même s'il y reste en perpétuelle position de second. Ces refus successifs de jouer un rôle de premier plan s'expliquent par son goût de mener une existence relativement exempte de contraintes et également par la surdité dont il souffre depuis sa jeunesse.
Au Mexique, où l'empereur Maximilien, beau-frère de Philippe, règne depuis deux ans, la situation devient délétère à la suite du refus de Napoléon III de continuer à soutenir militairement et financièrement l'empire qu'il a créé en faveur de Maximilien. Ce dernier se retrouve isolé et incapable de pacifier son empire. En août 1866, son épouse Charlotte revient en Europe afin de tenter une ultime démarche à Paris où elle échoue à infléchir la position de Napoléon III. En septembre, Charlotte essaye, cette fois, d'obtenir de l'aide auprès du souverain pontife ; mais le pape Pie IX ne lui apporte pas davantage de soutien. Elle s'effondre émotionnellement et adopte un comportement si étrange que le roi Léopold II dépêche son frère qui arrive à Rome le 8 octobre 1866. Philippe constate que sa sœur est obsédée par l'idée d'être empoisonnée. Mandé à Rome, un médecin aliéniste viennois, le docteur Josef Gottfried von Riedel, pose le diagnostic de « folie avec des idées de persécution » et conseille de confiner l'impératrice. Philippe accompagne donc sa sœur jusqu'au pavillon du Gartenhaus à Miramare où elle demeure confinée durant neuf mois avant d'être ramenée en Belgique,.

### Mariage et descendance

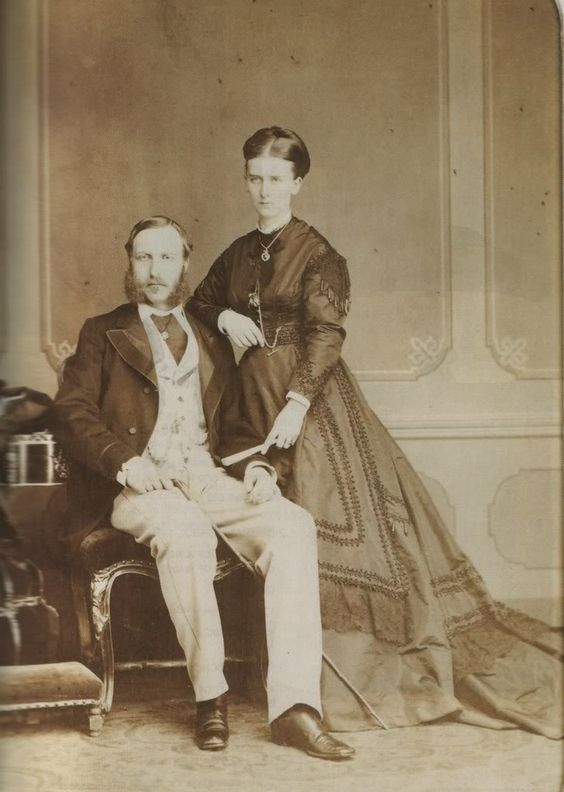
Philippe et Marie, comte et comtesse de Flandre photographiés par Louis-Joseph Ghémar (vers 1870).

Le roi Léopold II est soucieux, dès le début de son règne en décembre 1865, d'assurer le maintien de l'intégrité nationale et la sécurité de la Belgique entourée par la France et la Prusse, deux puissantes voisines. Il songe à planifier le mariage de son frère Philippe avec une princesse prussienne. Cette union assurerait à la Belgique une alliée précieuse. Pour ce faire, Léopold s'adjoint le concours de la reine Victoria qui connaît bien la famille des Hohenzollern-Sigmaringen (la branche catholique de la famille des rois de Prusse). En décembre 1866, Philippe se rend à Berlin afin de rencontrer la princesse Marie de Hohenzollern-Sigmaringen, fille du prince Charles-Antoine de Hohenzollern-Sigmaringen, autrefois ministre-président de Prusse et toujours très influent à la cour de Berlin. Cette première rencontre entre Philippe et Marie se passe au mieux. Elle est suivie par une nouvelle visite de Philippe en février 1867 et par une demande en mariage, lequel est prévu deux mois plus tard.
Philippe épouse donc en la cathédrale Sainte-Edwige de Berlin le 25 avril 1867 la princesse Marie de Hohenzollern-Sigmaringen (1845-1912), fille du prince Charles-Antoine de Hohenzollern-Sigmaringen et de la princesse Joséphine de Bade, qui lui donne cinq enfants :
1. Baudouin de Belgique, prince de Belgique, prince de Saxe-Cobourg et Gotha, duc en Saxe, né à Bruxelles le 3 juin 1869 où il est mort à vingt-et-un ans, le 23 janvier 1891[15].
2. Henriette de Belgique, princesse de Belgique, princesse de Saxe-Cobourg et Gotha, duchesse en Saxe, née à Bruxelles le 30 novembre 1870 et morte à Sierre (Suisse) le 28 mars 1948. Elle épouse le 12 février 1896 le prince Emmanuel d'Orléans, « duc de Vendôme » (1872-1931). Le couple aura pour descendance : Louise (1896-1973), Sophie (1898-1928), Geneviève (1901-1983) et Charles-Philippe (1905-1970).
3. Joséphine de Belgique, princesse de Belgique, princesse de Saxe-Cobourg et Gotha, duchesse en Saxe, née le 30 novembre 1870 à Bruxelles où elle est morte le 18 janvier 1871. Elle est la jumelle d'Henriette.
4. Joséphine de Belgique, princesse de Belgique, princesse de Saxe-Cobourg et Gotha, duchesse en Saxe, née à Bruxelles le 18 octobre 1872 et morte à Namur le 6 janvier 1958 où elle était religieuse depuis 1935. Elle épouse le 28 mai 1894 Charles-Antoine, prince de Hohenzollern (1868-1919). Ils auront pour enfants : Stéphanie (1895-1975), Marie-Antoinette (1896-1965), Albert (1898-1977) et Henriette (1907-1907).
5. Albert de Belgique, prince de Belgique, prince de Saxe-Cobourg et Gotha, duc en Saxe, né à Bruxelles le 8 avril 1875 et mort à Marche-les-Dames le 17 février 1934, roi des Belges du 23 décembre 1909 au 17 février 1934 sous le nom d'Albert Ier.

En 1869, à la mort de son neveu,, le prince Léopold, duc de Brabant, fils de Léopold II, le prince Philippe devient héritier du trône. Son premier fils, Baudouin, né en juin 1869, est à sa naissance second dans l'ordre de succession, mais celui-ci meurt des suites d'une pneumonie en 1891 à l'âge de vingt et un ans.
Philippe et Marie forment un couple dont les partenaires sont complémentaires. Leurs centres d'intérêt divergent en plusieurs domaines : la comtesse est de nature artiste et de tempérament affirmé, tandis que le comte est de nature plus pragmatique et plus taciturne. Tandis que Marie se consacre à réaliser ses eaux-fortes, Philippe parcourt les salles de vente à la recherche d'antiquités de facture classique. Même si, à l'instar des aristocrates de leur époque, l'instruction des enfants princiers est déléguée à des tiers (professeurs, gouverneurs, gouvernantes), le prince laisse toute la responsabilité et l'organisation de l'éducation de leur progéniture à son épouse qui se sent parfois isolée dans cette tâche. Pour tenter de rompre sa solitude, elle organise de fastueuses soirées dans leur palais qui devient le lieu par excellence des mondanités belges. Après la mort de leur fils Baudouin, Philippe et Marie voyagent souvent séparément : lui à Paris et dans les pays méditerranéens (principalement en Italie et une fois en Turquie) ; elle en Allemagne auprès de sa mère ou en Auvergne où elle peut donner libre cours à ses talents d'aquafortiste. Ils se retrouvent néanmoins lors des séjours qu'ils partagent au domaine des Amerois et évidemment à Bruxelles. Lorsqu'ils sont séparés, ils s'écrivent quotidiennement des lettres où ils confient leurs états d'âme et livrent des réflexions sur leurs contemporains ou des analyses de la situation politique, reflétant un même esprit conservateur.

### Rôle militaire et guerre franco-allemande de 1870

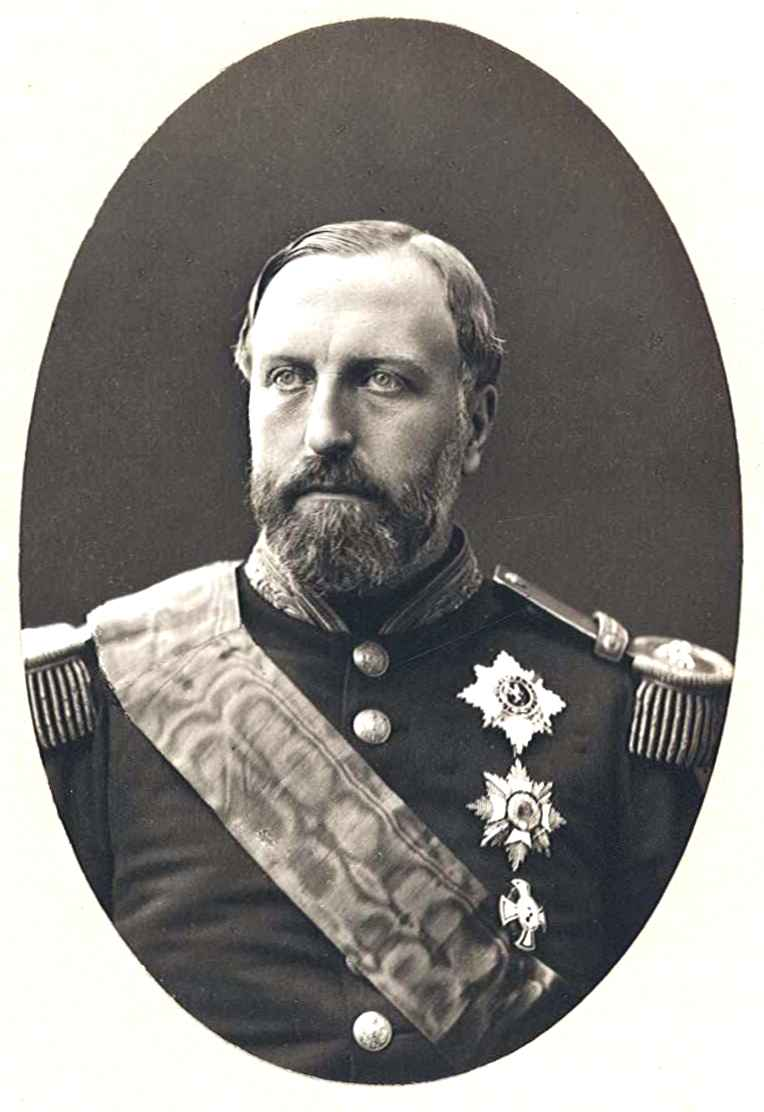
Le comte de Flandre en grande tenue de lieutenant-général. Photographie de Jules Géruzet (1880).

Les deux fils du roi Léopold Ier ne sont pas inscrits à l'École royale militaire, mais ils suivent des exercices de tactique militaire autour du château de Laeken. Dès ses neuf ans, Philippe est attaché au régiment des Guides. Il gravit rapidement les échelons de la hiérarchie militaire. Le 16 décembre 1846, le prince Philippe est nommé sous-lieutenant au régiment des Guides. Par la suite, il devient successivement : lieutenant (1851), capitaine-commandant (1852) major (1853), lieutenant-colonel (1853), colonel (1854), général-major (1855) et finalement lieutenant-général le 22 juin 1865.
Le comte de Flandre est investi le 10 février 1859 du commandement de la brigade de Grosse Cavalerie (formée du régiment des Guides et du 2e régiment de Cuirassiers). Il est nommé commandant supérieur de la cavalerie le 11 novembre 1869, fonction qu'il exerce jusqu'à sa démission en 1902. En janvier 1865, dans une lettre adressée à son frère, il fait part de sa préoccupation face aux vues annexionnistes des pays voisins : « Je crois que s'il est dans le destin de la Belgique de perdre son existence indépendante, ce sera pour des causes extérieures. » et prône le développement de l'armée comme réplique adéquate aux menaces qui pèsent sur le royaume.
En 1870, durant la guerre franco-allemande, après la mise de l'armée sur le pied de guerre, le comte de Flandre commande le IIe corps d'armée de l'armée d'Observation. Ce corps est composé de la 4e et 5e division et d'une brigade de cavalerie.
Léopold II mobilise l'armée belge le 15 juillet 1870. Son objectif est de maintenir la neutralité du territoire belge car il craint l'invasion de l'un ou l'autre belligérant. Durant le conflit, Philippe correspond régulièrement avec son frère Léopold II qui lui donne ses directives. Philippe établit son quartier général à Philippeville. Sa mission consiste à surveiller le pays à la frontière franco-belge et à veiller au respect de la neutralité belge. La nouvelle de la défaite française de Sedan le 1er septembre 1870 laisse présager la fin proche de la guerre. Léopold II craint que Napoléon III ne s'enfuie par la Belgique. Cette situation ne se produisant pas, Philippe est dès lors chargé de contribuer à la bonne organisation de l'accueil et des soins aux soldats français et allemands blessés. 
À l'issue du conflit, le général Chazal considère que la mission militaire du comte de Flandre a épargné au pays de grandes calamités « en arrêtant et en désarmant des populations affolées fuyant devant l'invasion » ; quant au roi, il est très reconnaissant envers son frère qui vient de prouver qu'il est capable de s'investir et de payer de sa personne lorsque la situation l'exige.

### Un prince fortuné

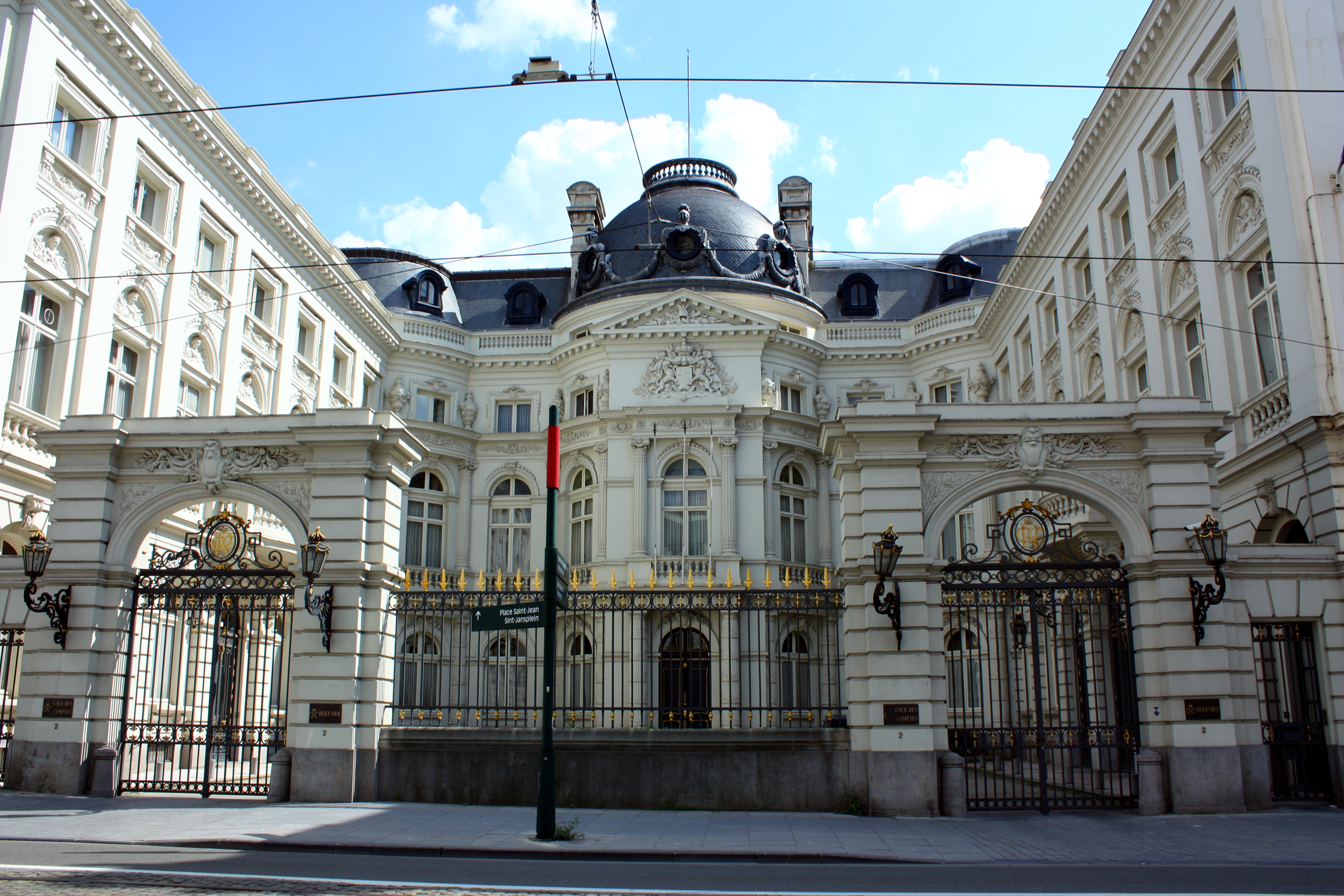
Le palais du comte de Flandre (en 2011).

À Bruxelles, Philippe et sa famille vivent à partir de mai 1868 dans le palais de Flandre, à l'angle de la place Royale et de la rue de la Régence,. Le comte de Flandre mène une vie confortable dans sa résidence où il est servi par 70 personnes. Il collectionne les antiquités et les objets d'art, acquiert des chevaux de valeur et constitue en ses murs une bibliothèque remarquable : 30 000 volumes reliés, lesquels sont disposés sur des rayonnages totalisant près de 1,2 km de long. Depuis le départ des Arenberg, elle est considérée comme la plus belle bibliothèque privée de Belgique, voire d'Europe.
Le prince Philippe bénéficie depuis 1856 d'une dotation annuelle allouée par l'État d'un montant initial de 150 000 francs, porté à 200 000 francs à partir de son mariage en 1867. Le comte de Flandre est d'ailleurs le Belge le plus taxé sur ses signes extérieurs de richesse. La masse successorale laissée par le comte de Flandre à sa mort s'élève à près de 39 000 000 de francs (soit environ 800 000 000 d'euros en 2020).
À sa mort en 1865, son père, le roi Léopold Ier avait laissé à ses héritiers une fortune évaluée à 38 000 000 de francs,. Dans le partage successoral de Léopold Ier, le comte de Flandre a été considérablement avantagé. Il a reçu la plus grande part du portefeuille du défunt roi en compensation de l'abandon de ses droits au partage des domaines d'Ardenne et de Ciergnon. Le comte de Flandre est également un grand propriétaire terrien. En Belgique, il possède depuis 1857 en Campine un « bien noir » (sécularisé à la Révolution française) : le domaine de l'abbaye de Postel, dont les terres s'étendent sur 4 452 ha d'un seul tenant, couvrant une partie des communes de Rhéty, Mol, Gheel et Dessel. En 1858, il y fait bâtir un pavillon de chasse de style néo-classique.
En Ardenne, il acquiert en 1868 la forêt de Muno attachée au domaine des Amerois. Il achète en décembre 1898 la Villa Haslihorn, une résidence en Suisse à Horw, sur les bords du lac des Quatre-Cantons. En 1900, il acquiert une propriété « la Maison du roi » à Eupen (alors en territoire allemand) afin de se rapprocher occasionnellement des vastes forêts voisines du Hertogenwald où il chasse depuis sa jeunesse.
Actionnaire de la société Cockerill, il y aurait placé cinq millions de francs, sans compter ses investissements dans d'autres entreprises. S'il engage volontiers des capitaux dans les industries belges, le comte de Flandre se désintéresse totalement de la politique expansionniste de son frère Léopold II au Congo. Bien qu'il accepte la présidence du comité national belge de l'Association Internationale Africaine en novembre 1876, il ne participe à aucune des séances jusqu'à la dissolution de l'Association en 1885.

### Un prince mécène

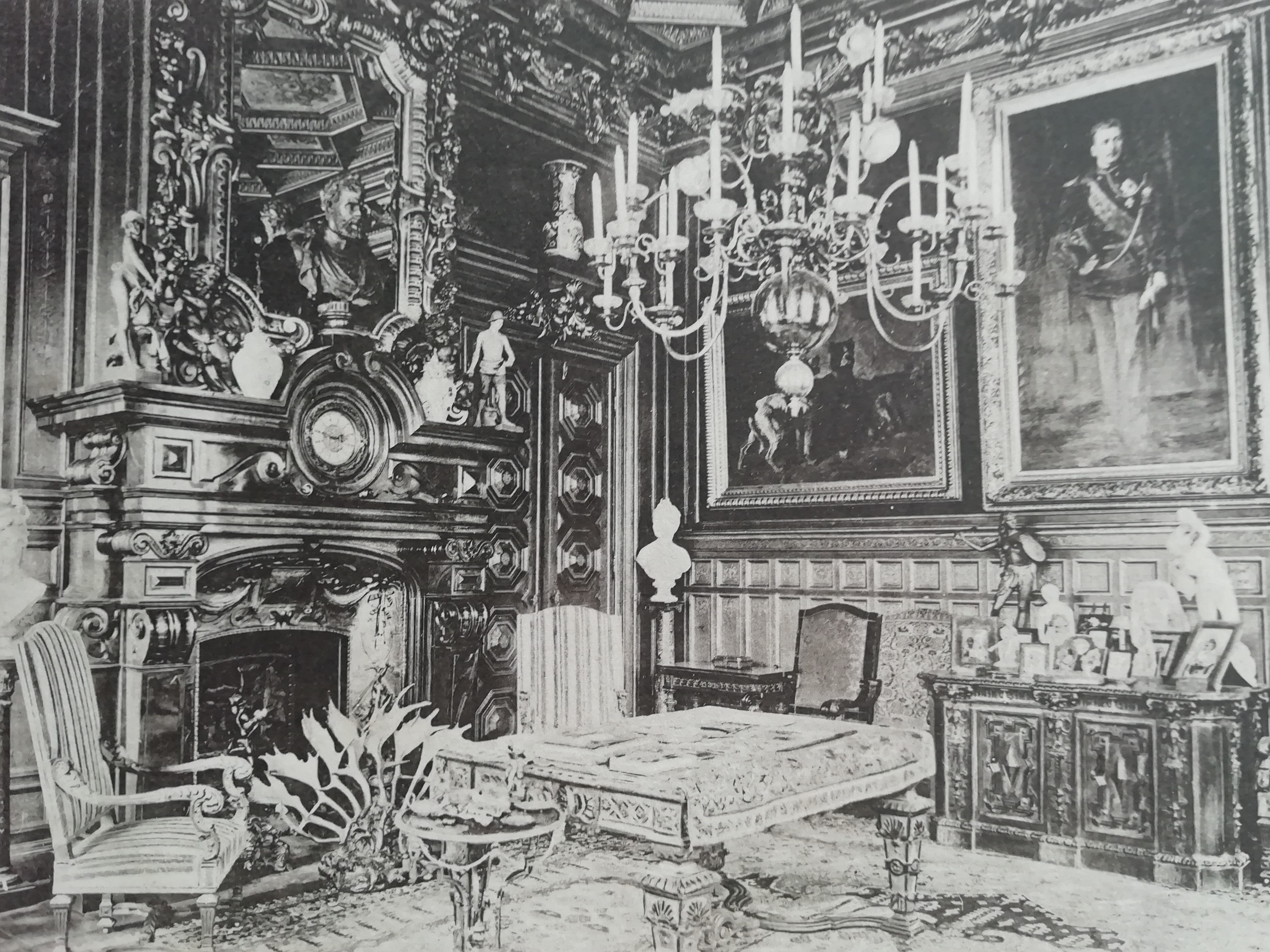
Le fumoir du palais du comte de Flandre (1902).

En matière artistique, les goûts du comte de Flandre le portent vers les peintres pratiquant un genre conventionnel, tels le Hollandais Jozef Israëls spécialisé dans les scènes familières de la vie des humbles, le Bruxellois Charles Hermans aimant représenter la vie monastique ou le Gantois Adolphe Dillens connu pour ses sujets d'inspiration zélandaise. Philippe tisse des relations amicales avec le peintre orientaliste et post-romantique Jean-François Portaels. Ce dernier décore notamment la salle-à-manger du palais et joue le rôle d'intermédiaire entre le prince et les artistes dont les œuvres ornent progressivement le palais de la rue de la Régence.
La collection princière de tableaux comporte 600 pièces environ et inclut, en hommage aux origines allemandes de la comtesse de Flandre, des toiles de maîtres issus du monde germanique ; mais l'essentiel est constitué par les productions belges contemporaines (scènes de genre, portraits de famille, vues de paysages et de villes). Leur accrochage, objet d'un soin tout particulier, sature quelque peu l'espace du palais dont même les plafonds sont peints (par Xavier Mellery et Joseph Stallaert). Selon l'historienne de l'art Judith Ogonovszky, la collection du comte de Flandre « se situe, par ses caractéristiques, à cheval entre les préoccupations artistiques affichées par la classe dominante et les prétentions royales ».

### Dernières années

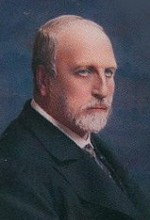
Philippe, comte de Flandre, par Herman Richir (1906).

Après la mort de son fils Baudouin en 1891, le comte de Flandre est souvent la proie d'accès de mélancolie. Ses filles Joséphine et Henriette se marient respectivement en 1894 et en 1896 et s'établissent en France (Henriette à Neuilly-sur-Seine) et en Allemagne (Joséphine à Potsdam, puis à Berlin). Quant au prince Albert, il quitte le palais de ses parents un an après son mariage avec la princesse Élisabeth en Bavière, en 1901. Les relations entre les Flandre et le roi Léopold II se raréfient au point de devenir presque inexistantes.
À partir de 1894, le nouveau mode de scrutin législatif belge devient plural et permet à vingt-huit représentants du Parti Ouvrier Belge d'entrer à la Chambre des représentants. Les critiques adressées à la monarchie s'expriment maintenant jusque dans l'hémicycle et n'épargnent pas le comte de Flandre, dont la dotation est votée annuellement. Philippe voudrait renoncer à ses émoluments, dont l'attribution suscite des commentaires acerbes contre sa personne, mais le roi craignant de créer un précédent pénalisant ses successeurs refuse que son frère abandonne sa dotation.
En 1902, Philippe et Léopold II s'opposent au sujet de la nomination d'un nouveau commandant militaire de la division de Bruxelles. Le comte de Flandre remet au roi sa démission de commandant supérieur de la cavalerie, sa fonction principale, qu'il occupait depuis 1869. Le roi accepte sa démission qui prend effet le 23 juin 1902. Le 15 novembre, lors d'un service funèbre à la mémoire de la reine Marie-Henriette morte deux mois plus tôt, Léopold II est victime d'une tentative d'attentat, alors que l'ensemble de la famille royale accompagne le souverain. Présent lorsque l'anarchiste Rubino tire en direction du roi, Philippe est sujet, trois jours plus tard, à une congestion cérébrale. 
La santé du comte de Flandre décline durant les trois années suivantes. S'il visite l'Exposition universelle de Liège en juillet 1905, il ne se rend pas aux cérémonies commémorant quelques semaines plus tard le 75e anniversaire de l'indépendance de la Belgique. Il profite encore d'un séjour aux Amerois en été, suivi par un autre dans sa propriété en Suisse d'où il revient le 6 octobre. Contraint de s'aliter le 14 novembre, ses médecins diagnostiquent le 16 une « inflammation majeure des voies respiratoires ». Philippe meurt le lendemain dans son palais rue de la Régence le 17 novembre 1905. C'est dès lors son fils cadet Albert qui devient l'héritier du trône. Le comte de Flandre est mort le jour des 60 ans de la comtesse qui lui survit jusqu'en 1912.

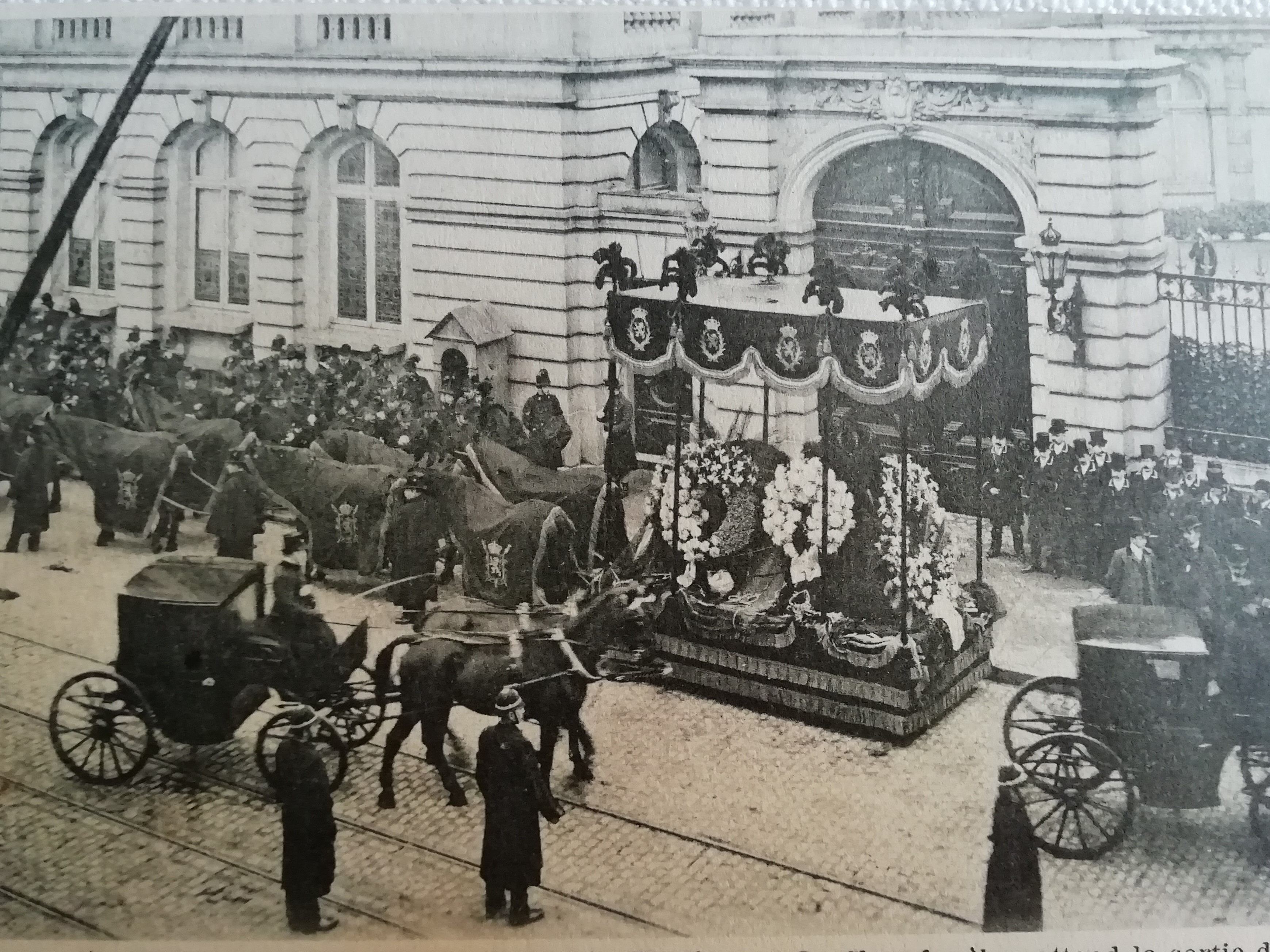
Funérailles du comte de Flandre : le char funèbre (Henri Bertels) (1905).

Le 22 novembre 1905, les obsèques du comte de Flandre se déroulent selon un protocole analogue à celui des funérailles de son fils Baudouin. Léopold II, ayant décliné toutes les missions étrangères, n'a admis comme membres du Gotha que les proches du défunt : le prince Albert et ses deux beaux-frères (Emmanuel duc de Vendôme et Charles-Antoine prince de Hohenzollern) qu'accompagnent Ferdinand, prince-héritier de Roumanie et Aribert prince d'Anhalt. La ville de Bruxelles est pavoisée de deuil. L'animation en ville est extraordinaire : les ateliers et magasins sont clos pour permettre aux ouvriers et employés d'assister à l'événement. Les troupes de la garde civique et de l'armée forment deux haies d'honneur afin de contenir la foule ; mais aucune manifestation hostile n'est relevée, ni aucun incident. Le public se montre plutôt discipliné et recueilli. Le prince Albert contient à grand peine son émotion. Le cortège officiel comprend les autorités politiques, civiles et militaires, ainsi que le clergé qui marche en tête. Pas moins de 250 000 personnes sont présentes le long du parcours funèbre qui conduit le défunt vers la crypte royale à l'église Notre-Dame de Laeken où il est inhumé après un service funèbre à la cathédrale Saints-Michel-et-Gudule au cours duquel le roi Léopold II donne à voir un visage marqué par le chagrin.

## Le domaine des Amerois

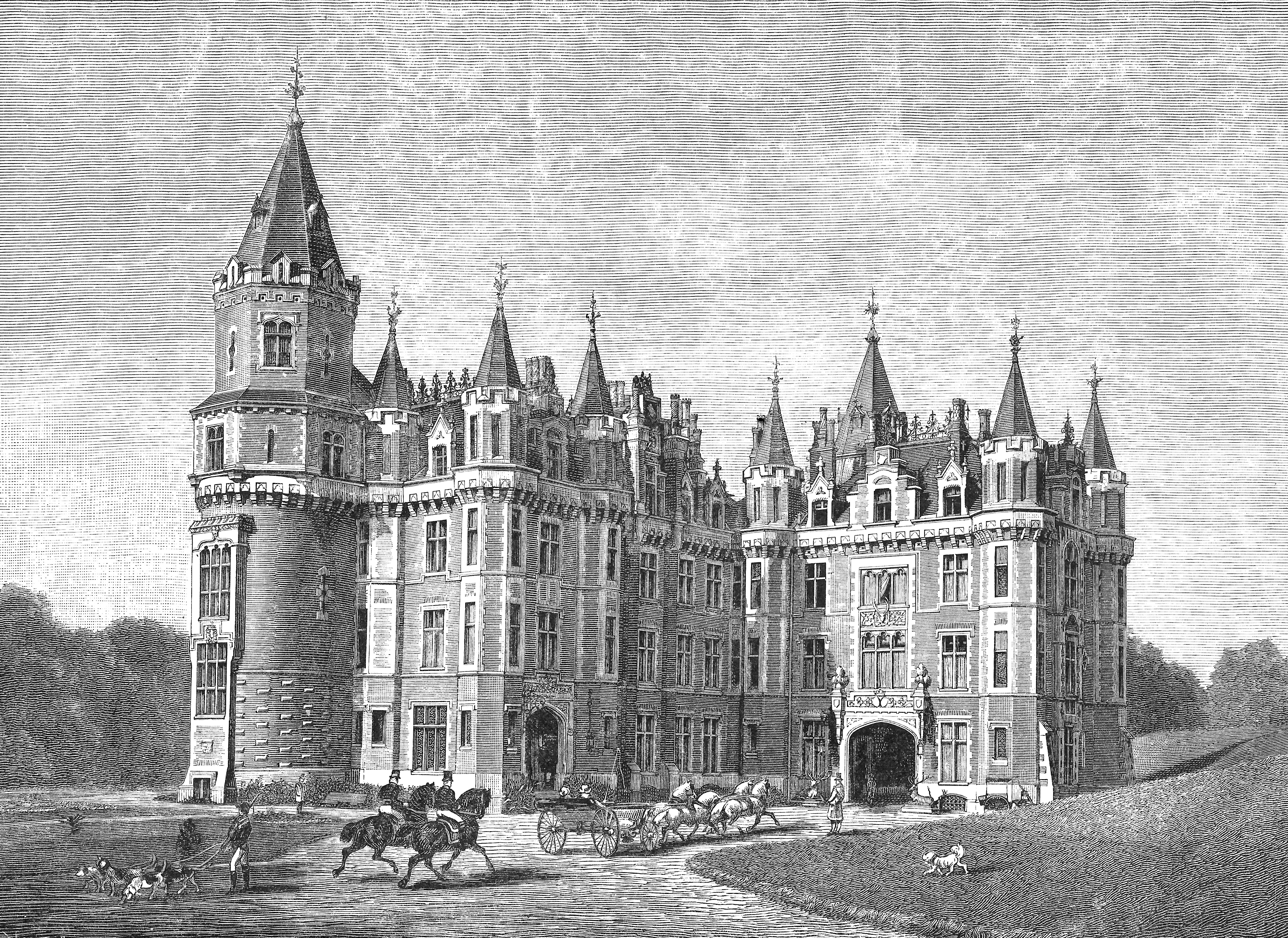
Le château des Amerois, résidence d'été du comte de Flandre, gravure de M.Weber (1882).

En décembre 1868, le comte de Flandre acquiert une propriété à la campagne : Les Amerois qui rappellent à la comtesse de Flandre les paysages qu'elle a connus dans son enfance. Situé en Ardenne belge méridionale, ce vaste domaine avoisine la ville de Bouillon distante de dix kilomètres. Chaque année, à partir de 1869, les Flandre y séjournent en été (hormis en 1870 en raison de la Guerre franco-allemande à laquelle participe le prince). Un grave incendie détruit la propriété en 1874. Philippe entreprend de la reconstruire en l'agrandissant selon les plans de l'architecte Gustave Saintenoy. À l'instar de son palais bruxellois, le comte de Flandre veille à soigner la décoration intérieure des Amerois et confie notamment l'exécution de peintures à Cesare Dell'Acqua. Les Amerois constituent un haut lieu du nationalisme historiciste car le comte de Flandre privilégie un style « belge flamand ». Le nouvel édifice est inauguré en juin 1877.
Un train spécial partant de Bruxelles amène la famille à la gare de Florenville. Quand les princes séjournent aux Amerois, le personnel est nombreux. Même à la campagne, le protocole en usage à Bruxelles est appliqué. Les domestiques d'intérieur chaussent des souliers à boucles et des bas de soie noirs. Les repas sont servis à quatre tables distinctes, lesquelles reçoivent à volonté le boire et le manger. Les moyens de transport comprennent huit chevaux d'attelage, les dix poneys de la Comtesse de Flandre, six chevaux de selle et un âne pour la promenade des enfants. Quant aux voitures, on recense trois ducs, deux landaus, une calèche, une clarence, un phaéton, un break, deux victorias, un omnibus et enfin le fourgon qui quotidiennement amène les provisions depuis Florenville.
Parmi les privilégiés qui sont invités aux Amerois, le roi, la reine et d'autres membres du Gotha côtoient des artistes comme le peintre Jean-François Portaels, le sculpteur Thomas Vinçotte, le violoncelliste Édouard Jacobs ou d'autres musiciens issus du Conservatoire de Bruxelles, sans oublier les officiers gouverneurs des princes ou amis du comte de Flandre. Cette société variée tâche de se distraire à la campagne : excursions, lecture, charades, dessin, peinture, mais le comte de Flandre finit par s'y ennuyer invariablement.
Après la Première Guerre mondiale, la propriété des Amerois, placée en indivision entre les trois enfants du comte de Flandre, est vendue en 1924, après la dispersion de son contenu mobilier, à un négociant de bois qui effectue de nombreuses coupes forestières. Depuis 1926, le bien appartient à la famille Solvay.

## Héraldique et titulature
| Blason de Philippe de Belgique (1837-1905) | Blason  | De sable, au lion d'or, armé et lampassé de gueules (de Belgique), chargé d'un écusson burelé de dix pièces d'or et de sable au crancelin de sinople, brochant en bande (de Saxe), le tout brisé d'un lambel de gueules. Ornements extérieursTimbré d'une couronne et entouré d'un collier de l'Ordre de la Toison d'or |
| Blason de Philippe de Belgique (1837-1905) | Détails | Officiel (1880). |

Titré comte de Flandre en 1840, Philippe reçoit des armes en rapport avec cette situation. Bien qu'aucun arrêté royal ne l'ait spécifié, Philippe semble avoir porté jusqu'en 1869 un écu d'or au lion de sable armé et lampassé de gueules (Flandre), chargé de l'écusson écartelé de Grande-Bretagne et de Saxe qui avait été concédé à son père Léopold par le prince régent.
Après la mort de son neveu le prince Léopold, duc de Brabant, survenue tragiquement en 1869, Philippe devient l'héritier présomptif du trône et adopte des armes plus « belges » : il porte désormais les armes de son frère aîné, au lion d'or armé et lampassé de gueules (Brabant/Belgique), arborant l'écusson, mais brisées d'un lambel de gueules, rappelant ainsi les trois couleurs du drapeau belge. 
Ces armes sont simplifiées par l'arrêté royal du 13 juillet 1880 qui régit depuis lors l'héraldique de la maison royale de Belgique. L'écusson de Grande-Bretagne et de Saxe, concédé personnellement à son père et qu'il n'aurait donc pas dû porter, est remplacé par un simple écusson de Saxe.

## Dans la culture
Le comte de Flandre n'apparaît ni dans la statuaire publique, ni en philatélie.

### Peinture
Le comte de Flandre a été représenté par différents artistes peintres :
- Franz Xaver Winterhalter première version (1844), conservée au château royal de Laeken[36] ;
- Franz Xaver Winterhalter seconde version (vers 1845), passée en mains privées[36] ;
- Gustave Wappers (1851), conservé dans les Collections Royales de Belgique[37] ;
- Jean-François Portaels (1858), conservé dans les Collections Royales de Belgique[38] ;
- Lievin De Winne (1867), conservé dans les Collections Royales de Belgique[39] ;
- Émile Sacré (vers 1870), conservé au palais provincial de Namur[40] ;
- Jan Verhas : La Revue des écoles en 1878 (1880), le comte de Flandre est représenté sur l'estrade[41].
- Herman Richir (1906), conservé dans les Collections Royales de Belgique[42].

### Domaine muséal
- Buste en plâtre dû au ciseau de Guillaume Geefs (vers 1843 - inventaire 4912) conservé aux musées royaux des Beaux-Arts de Belgique[43].
- Buste en plâtre dû au ciseau de Joseph Ducaju conservé au musée royal de l'Armée et de l'Histoire militaire à Bruxelles. Il existe également une autre version de cette œuvre (vers 1855 - inventaire 1333) conservée aux musées royaux des Beaux-Arts de Belgique[44].

### Numismatique
L'effigie de Philippe apparaît sur différentes médailles commémoratives :
- Médaille en bronze de la Société royale des mélomanes de Gand, 8e concours de chant (gravure Lemaire) (1860)[45].
- Médaille en bronze célébrant le mariage du comte de Flandre (Léopold Wiener) (1867)[46].
- Société Royale de Morgendstar (société littéraire et dramatique flamande sous le patronage du comte de Flandre) (Antoine Fisch), jubilé des 25 ans (1875)[47].
- Exposition internationale d'hygiène, de sécurité maritime et de pêche d'Ostende (atelier Hart) (1901)[48].

### Filmographie
- Sur les pas du Roi Albert et de la Reine Élisabeth, mes grands-parents : ce documentaire de 140 minutes réalisé par Nicolas Delvaulx pour la RTBF en 2014 présente une séquence filmée aux Amerois où est notamment évoquée la figure du comte de Flandre, en présence de son arrière-petite-fille la princesse Marie-Esméralda de Belgique[49].

### Bande dessinée
En 2018 paraît chez Dargaud le premier volume d'une série de bande dessinée biographique, Charlotte impératrice où apparaît Philippe comte de Flandre, par Matthieu Bonhomme (dessin) et Fabien Nury (scénario).

### Art moderne
En mars 2016, Guillaume Pelloux, artiste collagiste parisien, expose ses œuvres à Ixelles à More than a house. L'affiche du vernissage reproduit un collage représentant le comte de Flandre, d'après une photographie de Ghémar de 1863.

### Galerie

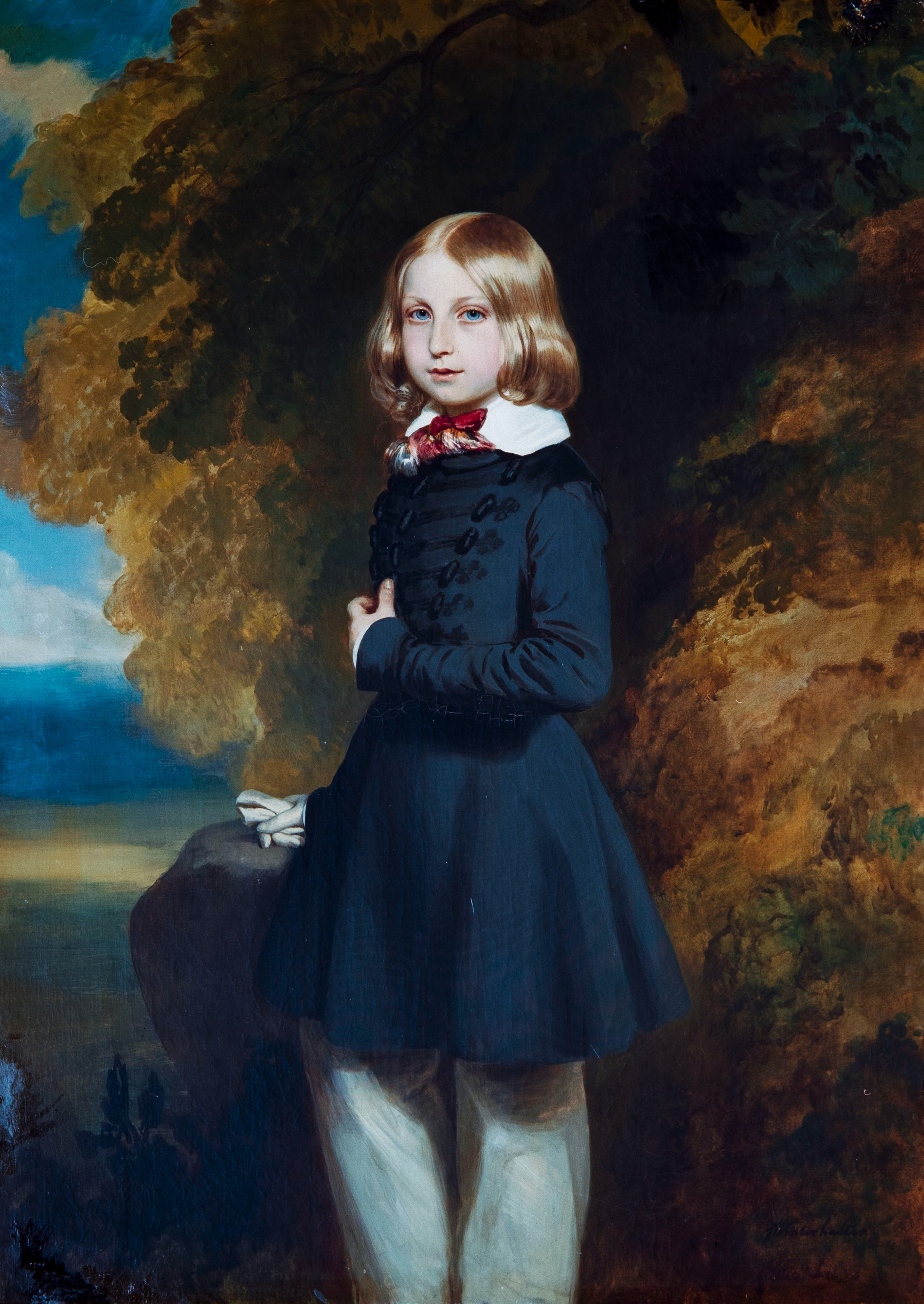
Portrait par Franz Xaver Winterhalter (1844), Collection royale de Belgique.
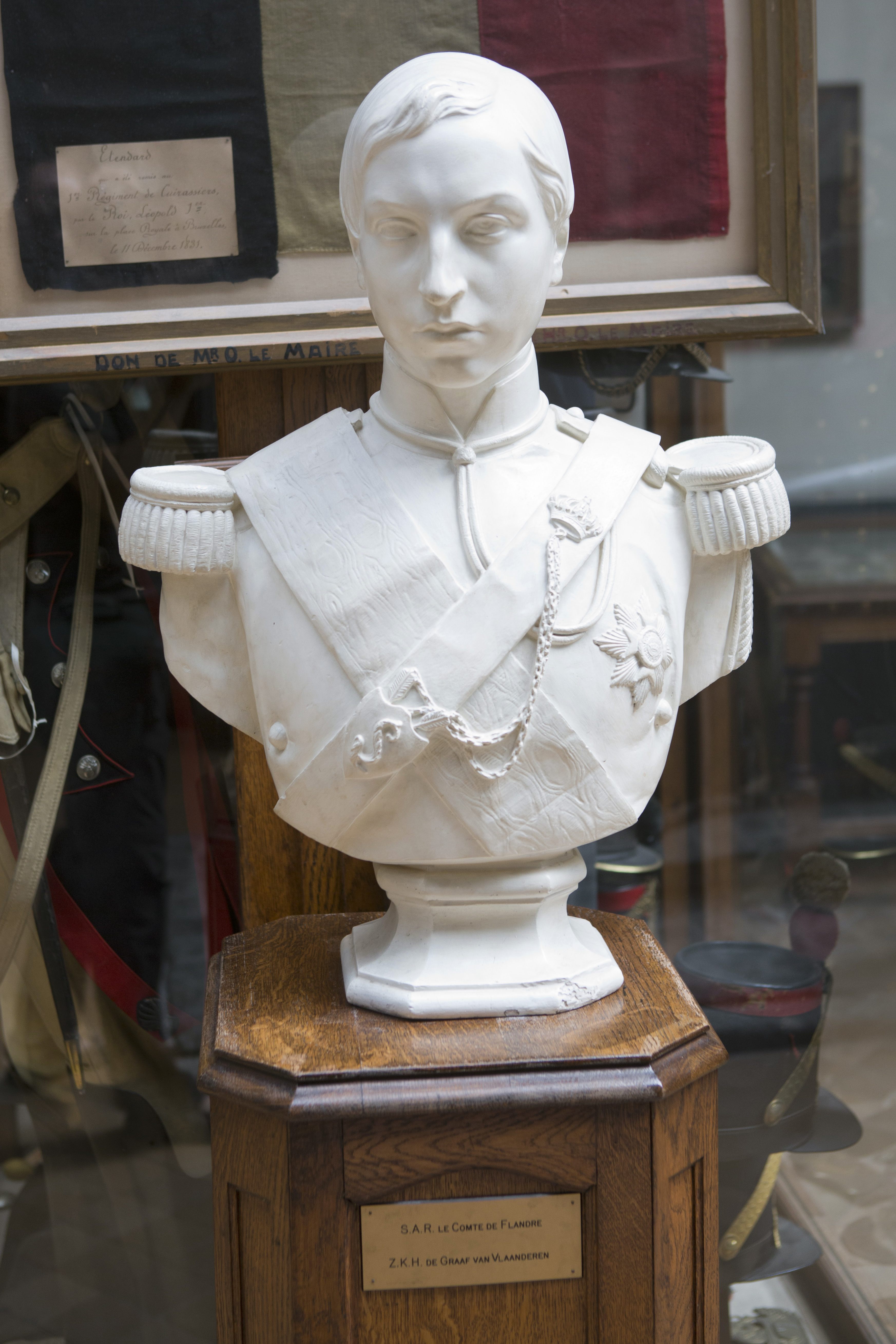
Buste par Joseph Ducaju (1855) au MRA.
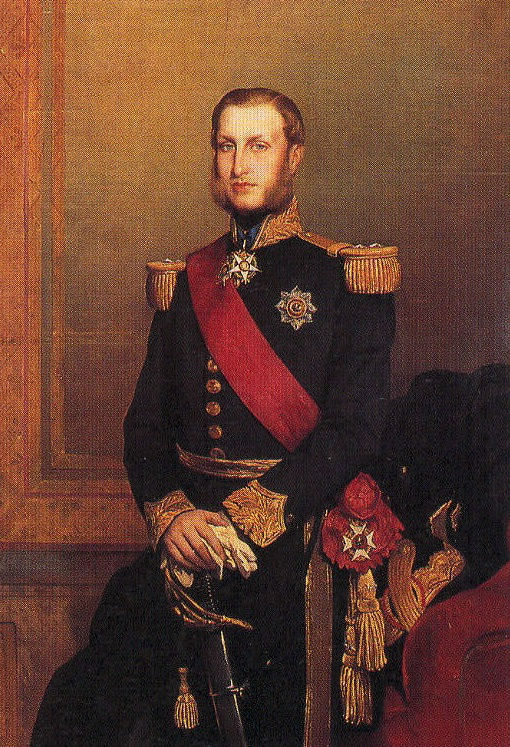
par Jean-François Portaels (1858)
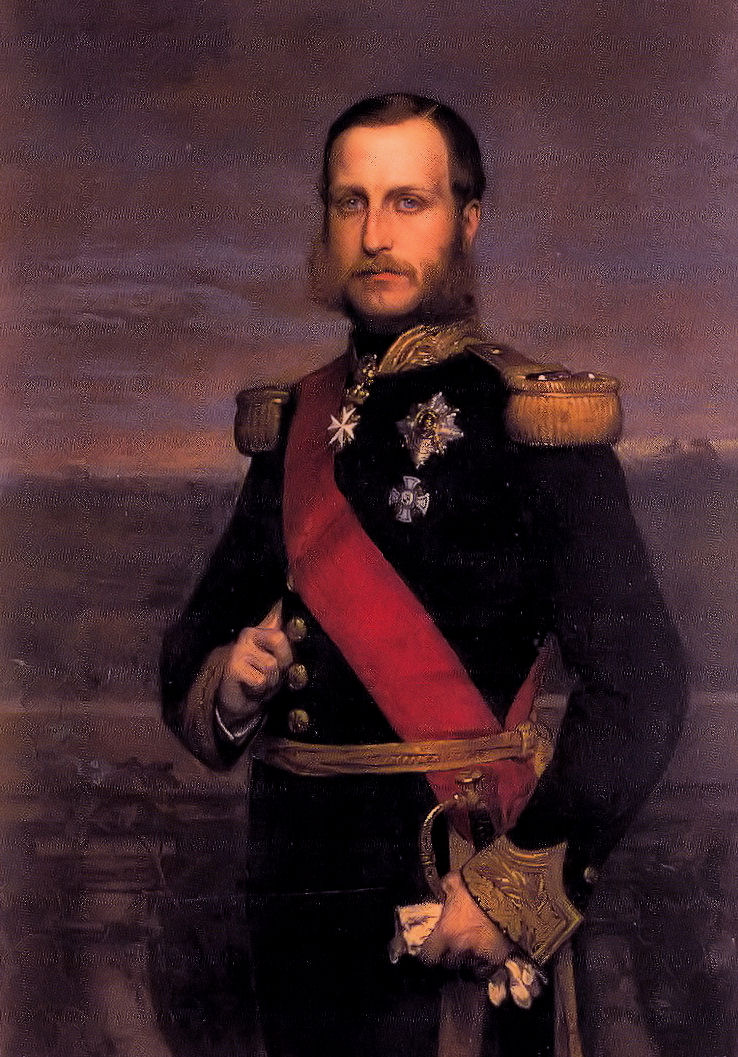
par Lievin De Winne (1867)
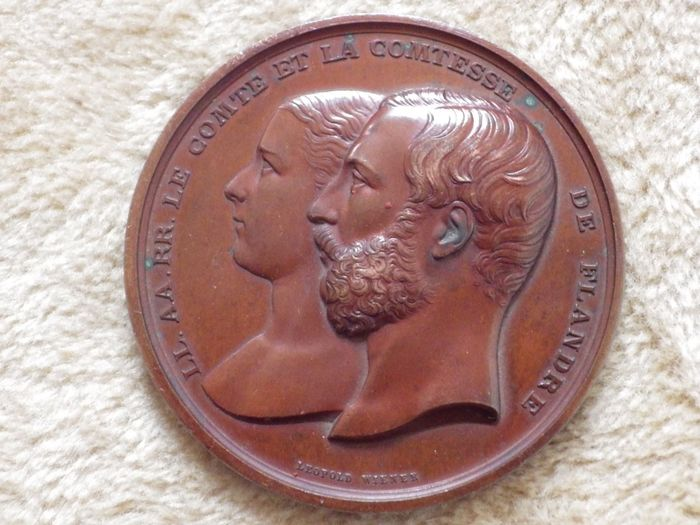
Médaille du mariage du comte de Flandre par Léopold Wiener (1867).

## Historiographie
Le comte de Flandre est issu d'une fratrie qui comprend deux figures très affirmées et étudiées par maints historiens, auteurs et même psychiatres et psychologues. Son frère est le roi Léopold II, ce souverain dont l'action coloniale fait l'objet de controverses depuis plus d'un siècle, et dont la vie privée a suscité tant de commentaires anthumes et posthumes défavorables, mais qui a laissé une empreinte architecturale forte sur la Belgique. Sa sœur est Charlotte, éphémère impératrice du Mexique dont la vie relève de la tragédie : désireuse de régner sur un empire latin outre-Atlantique, elle voit son rêve brutalement anéanti avant que son mari Maximilien soit fusillé par ceux qu'il pensait être ses sujets. De retour en Belgique, elle vit durant près de soixante ans dans un état psychique délétère.
De son vivant, le comte de Flandre est une figure bien connue des Bruxellois car il se promène en ville quotidiennement. Personnage familier et volontiers accessible, il n'est accompagné que d'un officier d'ordonnance. Le 31 octobre 1862, dans le contexte de l'élection d'un candidat au trône de Grèce, le Journal de Genève, quotidien suisse lu dans l'Europe entière, dresse de Philippe un portrait réducteur : « le comte de Flandre est, comme on l'appelle dans les familles princières, un « singulier original ». Il est désolé d'être prince et se contenterait d'être un simple bourgeois de Bruxelles, pourvu qu'il ait toute liberté de collectionner des livres, de se promener à son aise et de ne pas se marier, quand même on lui offrirait un trône. » La presse belge est à cette époque plus mesurée dès qu'il est question de la famille royale. Ce consensus est cependant brisé en 1885 par la création dans le royaume du journal socialiste Le Peuple qui fustige régulièrement, dès ses premiers numéros, le train de vie qu'il juge dispendieux du prince Philippe. Lorsqu'en 1894 des députés du Parti Ouvrier Belge accèdent au parlement, ils désignent le comte de Flandre comme un symbole du capitalisme. Le député Célestin Demblon le qualifie à la Chambre de « roi des bouffe-galette » et de « mannequin que l'on traîne autour d'un parc ». Le leader socialiste Émile Vandervelde prononce de semblables diatribes dans l'hémicycle, tandis que ses collègues catholiques et libéraux s'indignent que l'on attaque de la sorte la monarchie.
Comparativement aux destinées de ses frère et sœur, la vie du comte de Flandre n'a suscité que peu d'intérêt parmi les historiens : son dernier bibliothécaire, Martin Schweisthal, a écrit quelques dizaines de pages d'anecdotes en 1908, brossant à grands traits un portrait conventionnel du prince, insistant sur son affabilité et son patriotisme. Louis Wilmet, un écrivain qui a côtoyé ses filles les princesses Henriette et Joséphine qui lui ont permis d'accéder à des documents privés, a commencé à écrire une biographie de leur père, après deux monographies consacrées au roi Albert (1936) et à son frère le prince Baudouin (1938). Les premières pages du « comte de Flandre » étaient déjà imprimées en mai 1940, mais la guerre a interrompu ce projet. Après 1945, Louis Wilmet a préféré se consacrer à écrire un recueil au sujet de la vie que l'on menait aux Amerois et a renoncé à publier la biographie prévue avant la guerre. 
Il faut attendre 2014 pour qu'une monographie lui soit intégralement consacrée par Damien Bilteryst. Cet ouvrage présente le prince que l'on décrivait comme un aimable bibliophile collectionneur d'antiquités et amateur de chasse sous les traits d'un homme dont les capacités intellectuelles auraient pu être mieux employées par son père le roi Léopold Ier et son frère le roi Léopold II. S'appuyant sur une volumineuse correspondance inédite et des extraits de la presse, il offre un portrait nuancé de Philippe : sa surdité, conjuguée à son tempérament, l'a souvent empêché de se révéler dans toute sa plénitude, notamment lors de l'expression de ses refus de régner sur d'autres pays que le sien (Grèce ou Roumanie). Enfin, Damien Bilteryst brosse le portrait d'un homme conservateur confronté à une société en pleine mutation politique et sociale.

## Honneurs

### Phaléristique
Le comte de Flandre est décoré des ordres suivants, :
- Grand cordon de l'ordre de Léopold (Belgique) (24 mars 1855).
- Grand-croix de l'ordre d'Albert l'Ours (Anhalt, 1874).
- Grand-croix de l'ordre de Saint-Étienne (Autriche, 1857).
- Chevalier de l'ordre de la Fidélité (Bade, 1862).
- Grand-croix de l'ordre du Lion de Zaeringen (Bade).
- Chevalier de l'ordre de Saint-Hubert (Bavière).
- Grand-croix de l'ordre de la Croix du Sud (Brésil).
- Grand-croix de l'ordre de l'Éléphant (Danemark, 1er novembre 1875).
- 1033e chevalier de l'ordre de la Toison d'or (Espagne, 21 janvier 1872).
- Grand-croix de l'ordre royal et distingué de Charles III d'Espagne (6 avril 1863).
- Grand-croix de la Légion d'honneur de France.
- Grand commandeur de l'ordre de Hohenzollern (principauté de Hohenzollern-Sigmaringen, 4 mai 1867).
- Grand cordon de l'ordre du Chrysanthème (empire du Japon) (5 novembre 1898).
- Bailli grand-croix d'honneur et de dévotion de l'ordre souverain de Malte (1858).
- Grand cordon de l'ordre du Lion d'or de la maison de Nassau (grand-duché de Luxembourg).
- Grand-croix de l'ordre de Saint-Olaf (Norvège, 25 juillet 1860).
- Grand-croix de l'ordre du Lion néerlandais (Pays-Bas).
- Grand-croix de l'ordre de la Tour et de l'Épée (Portugal, 12 décembre 1854).
- Chevalier de l'ordre de l'Aigle noir (Prusse, 7 octobre 1855, avec collier en 1861).
- Grand-croix de l'ordre de l'Aigle rouge (Prusse).
- Grand-croix de l'ordre de l'Étoile de Roumanie.
- Chevalier de l'ordre de Saint-André (Russie impériale) (septembre 1860).
- Chevalier de l'ordre de Saint-Alexandre Nevski (Russie impériale).
- Chevalier de l'ordre de l'Aigle blanc (Russie impériale).
- Chevalier 1re classe de l'ordre de Sainte-Anne (Russie impériale).
- Grand-croix de 4e classe de l'ordre impérial et militaire de Saint-Georges (Russie impériale).
- Grand-croix de l'ordre de la Couronne de Rue (Saxe, 1857).
- Grand-croix de l'ordre de la Maison ernestine de Saxe (décembre 1853).
- Grand-croix de l'ordre du Faucon blanc (Saxe-Weimar) (20 septembre 1854).
- Chevalier de l'ordre des Séraphins (Suède, 17 mai 1856).
- décoré 1re classe de l'ordre de l'Osmaniye (Turquie).
- Grand-croix de l'ordre de la Couronne de Wurtemberg (Wurtemberg, 1864).

### Hommage familial
Lorsque naît le 15 avril 1960 le premier enfant du prince Albert et de la princesse Paola, il est prénommé « Philippe » en hommage à son trisaïeul. Philippe est le septième roi des Belges depuis 2013.

### Commandement militaire étranger
Le comte de Flandre est chef du régiment des Dragons hanovriens dont il porte l'uniforme lorsqu'il se rend en visite officielle en Allemagne.

### Toponymes
- Le steamer Comte de Flandre, est l'une des sept malles reliant Ostende à Douvres. Construit en 1869 par les chantiers Cockerill d'Anvers, ce bateau à vapeur d'une force de 1 500 chevaux est mis en service l'année suivante. Accidenté en 1888, en raison d'ennuis mécaniques, des réparations lui permettent cependant de reprendre son service. Le 2 décembre 1893, le paquebot est vendu publiquement avant d'être démoli l'année suivante[61],[62].
- Rue du Comte de Flandre à Molenbeek-Saint-Jean[63].
- Station Comte de Flandre des lignes 1 et 5 du métro de Bruxelles ouverte en 1981 et située à Molenbeek-Saint-Jean[64].

## Actes de l'État-civil
|                                            |
| Acte de naissance de Philippe de Belgique. |

|                                        |
| Acte de décès de Philippe de Belgique. |